# Зубов, Виктор Васильевич
Ви́ктор Васи́льевич Зу́бов (род. 12 октября 1952, Романова, Молотовская область) — советский легкоатлет, специалист по бегу на длинные дистанции и марафону. Выступал на всесоюзном уровне в конце 1970-х годов, чемпион СССР в марафоне, бронзовый призёр Спартакиады народов СССР, победитель и призёр ряда крупных стартов всесоюзного значения. Представлял Пермь. Мастер спорта СССР международного класса.

## Биография
Виктор Зубов родился 12 октября 1952 года в деревне Романова Кудымкарского района Молотовской области. Окончил школу № 5 города Кудымкар и Кудымкарский лесотехнический техникум (1972).
Активно занимался спортом со школьных лет, пробовал себя в лыжных гонках и прыжках с трамплина, а в 1972 году перешёл в лёгкую атлетику. Первое время бегал на средние и длинные дистанции, затем с 1976 года специализировался на марафоне. Окончив техникум, постоянно проживал в Перми, выступал за местный спортивный клуб «Молот».
Впервые заявил о себе на всесоюзном уровне в сезоне 1977 года, когда в марафонской дисциплине одержал победу на Кубке СССР в Клайпеде (2:14:35) и на чемпионате СССР в Москве (2:19:28). Тем самым выполнил норматив мастера спорта СССР.
В 1978 году выиграл бронзовую медаль на чемпионате СССР по марафону в Москве, с личным рекордом 28:46.00 занял 14-е место в беге на 10 000 метров на Мемориале братьев Знаменских в Вильнюсе, превзошёл всех соперников на марафоне в Белой Церкви (2:20:53).
В 1979 году принимал участие в VII летней Спартакиаде народов СССР в Москве — в программе марафона установил личный рекорд 2:13:20 и завоевал бронзовую награду, став также серебряным призёром разыгрывавшегося здесь чемпионата СССР. В составе советской сборной отметился выступлением на международных стартах в Греции и ФРГ.
За выдающиеся спортивные достижения удостоен почётного звания «Мастер спорта СССР международного класса».